# Исчезновение Давида Герреро Гевары
Исчезновение Дави́да Герре́ро Гева́ры — происшествие в испанской Малаге 6 апреля 1987 года. Тринадцатилетний художник Давид Герреро Гевара (исп. David Guerrero Guevara) вышел из дома, направляясь на встречу с журналистом, который назначил ему интервью, и исчез. Интерпол считает исчезновение Давида одним из самых странных происшествий, которые когда-либо случались. Испанские СМИ последовательно отслеживали поиски мальчика с 1987 по 2016 год, когда он был признан умершим. Большую статью судьбе мальчика посвятили издание El Español и журнал криминальных расследований Interviú, частный телеканал общенационального эфирного вещания «La Sexta» создал на эту тему ряд передач, вторая по тиражу газета Испании El País и крупнейшая в Малаге газета La Opinión de Málaga регулярно писали о поисках мальчика.
Расследование истории Давида Герреро Гевары предпринимали известные испанские журналисты Франсиско Перес Абельян, специализирующийся на криминалистике, и Икер Хименес, занимающийся проблемами истории искусства. Луис Мариано Фернандес подготовил на центральном испанском телевидении передачу о Давиде Герреро в апреле 2007 года в цикле «Мои любимые загадки» (исп. «Mis enigmas favoritos»). Другое телерасследование предпринял «Canal Sur» в передаче из цикла «Днём, здесь и сейчас» (исп. «La Tarde, aquí y ahora»).

## Личность мальчика
Давид Герреро Гевара был известен в родном городе как «юный художник из Малаги» за свои способности к изобразительному искусству и достижения в живописи. Некоторые критики сравнивали его с молодым Пикассо. Его наставником в живописи стал дядя — известный в Малаге художник Хосе Гевара (исп. José Guevara, род. 1956), который входил в группу «Монмартр», ориентирующуюся на творчество Пабло Пикассо.
Давид Герреро Гевара родился 29 октября 1973 года и жил со своими родителями (мать — Антония Гевара, отец — Хосе Герреро) и двумя братьями (Раулем и Хорхе) в семье скромного достатка. В возрасте тринадцати лет его описывали как мальчика 1,55 метра ростом, сильного физически, со светло-каштановыми прямыми и достаточно длинными волосами, причёска с пробором
Отец работал на фабрике по производству одежды (по другой версии — в кондитерской компании «Cortefiel»). Мать занималась домашним хозяйством. В семье даже не было телефона, поэтому сосед предоставил позже свой телефон в их распоряжение, на тот случай, если бы на родителей вышли похитители. Давид был образцовым мальчиком, как дома, так и в школе. Журналист так описывает его комнату: «выделяется портрет Рокки, написанный ребёнком. Мальчик любил этот фильм. Его комната занимает площадь всего шесть квадратных метров с кроватью 80 сантиметров шириной, бросается в глаза коллекция видеокассет, которую он собирал», видное место занимает в комнате картина «Христос Доброй Смерти», написанная Давидом. 
«Экстраординарный ребёнок: хорошие оценки и безукоризненное поведение, не замкнутый, но очень серьёзный, ответственный и добросовестно относящийся к учёбе», — так охарактеризовал мальчика журналистам директор школы, где он учился, Дивино Пастор. Его жизнь сводилась к тому, чтобы ходить в школу по утрам, возвращаясь домой, чтобы сделать домашнее задание, а затем посещать художественную школу вместе с его десятилетним младшим братом, который тоже очень хорошо рисовал. Рауль, младший брат Давида, позже изучал изобразительное искусство и преподаёт в настоящее время живопись в одном из британских университетов.
За несколько дней до своего исчезновения мальчик был сильно взволнован, получив известие о том, что престижная картинная галерея в Малаге «La Maison» выразила желание, чтобы одна из созданных им картин была выставлена на коллективной экспозиции, приуроченной к Пасхе. Давид направил на выставку картину «Христос Доброй Смерти» (исп. «Cristo de la Buena Muerte»: это было живописное изображение одноимённой скульптуры, которая находится в церкви Санто-Доминго де Гусман в Малаге и является копией утраченной скульптуры 1660 года, созданной Педро де Меной). Давид присутствовал на открытии экспозиции. Родственники отмечали, что он «очень счастлив». Из-за своего робкого характера мальчик не считал себя выдающимся художником, он даже не отдавал себе отчёта, что его воспринимают как уже сложившегося художника. Организаторы выставки разместили работу мальчика отдельно от картин остальных художников. Высоко оценивший его работу журналист местного радио попросил Давида дать интервью через неделю и обещал позвонить, чтобы напомнить о нём.

## Обстоятельства исчезновения
Утром 6 апреля 1987 года Давид пошёл в школу. Его учителя не заметили никаких особенностей в поведении мальчика, хотя одноклассник вспомнил, что Давид жаловался на головную боль и спазмы в животе, сказал, что не будет есть свой принесённый из дома бутерброд. Вернувшись домой в 18:00, Давид снова отказался съесть на ужин даже бутерброд, что удивило его мать (она позже объясняла недомогание сына его страхом перед первым в жизни интервью). Вместо этого он съел йогурт «Petit Suisse», а затем взял джинсовую сумку с принадлежностями для занятий в художественном классе, карточку на автобус и ученический билет (денег у него с собой не было). На нём была куртка, белая майка, джинсы и спортивная обувь.
Прежде чем отправиться в центр, где он посещал занятия живописью, он решил пойти на выставку «Туристическая Страстная седмица» (исп. «Recorriendo la Semana Santa») в галерее «La Maison», где была представлена его картина. Мальчик должен был встретиться там с журналистом местной радиостанции, который собирался взять у него интервью. Давид вышел из дома в 18:30, но не пришёл в художественную галерею, как сказал своей матери. Он не появился также и на занятиях в классе живописи. Его дом от остановки городского транспорта, откуда автобус доставил бы его в центр города, отделяли 150 метров. Позже полицейские проследили каждый из маршрутов, которые проходили через этот район и доходили до центра города. Они определили водителей, которые дежурили в тот день, и опросили их всех. Ни один водитель не видел его садящимся в автобус. Исчезновение мальчика совпало с визитом королевы Испании Софии в Малагу на представление в Театре Сервантеса, поэтому город патрулировали сотрудники службы безопасности, как в штатском, так и в униформе. По пути из аэропорта Софии пришлось проехать через этот район, поэтому жители квартала вышли на улицу, чтобы увидеть её. Никто не заметил Давида.
Когда отец мальчика пришёл в класс, чтобы забрать сына, как он это делал каждый вечер в девять часов, то не нашёл его там. Он спросил консьержа, но никто не видел мальчика в этот день. Отец побежал к галерее, где ему дали такой же ответ. Сразу же начали поиск родственники и друзья, он завершился безрезультатно. Через двадцать четыре часа подключилась к поиску и полиция. Тринадцатилетний Давид исчез, не оставив никаких следов. В это время его картина с изображением Христа привлекла самое пристальное внимание в галерее, где была выставлена. Её внимательно рассматривали тысячи зрителей, тщательно изучали критики. Многие хотели приобрести картину, которая до исчезновения автора была оценена в стартовые 60 000 песет. Через несколько дней после загадочного исчезновения мальчика цена на картину взлетела во много раз.

## Поиски мальчика
За последующие месяцы родители Давида обыскали провинцию, установили контакты с экстрасенсами и медиумами, провели частные расследования. Два миллиона песет были потрачены только на публикацию фотографий и листовок с улыбающимся лицом мальчика с зелёными глазами и светло-коричневыми волосами; они были расклеены на улицах и площадях всей Испании. Родители предложили вознаграждение в миллион песет тому, кто предоставит надёжные сведения о сыне. Деньги были предоставлены родственниками и друзьями семьи. Поиски не принесли результатов.
Десять тысяч человек в ходе манифестации на улицах Малаги потребовали приложить больше усилий со стороны сил государственной безопасности для поиска мальчика. Специалисты по поиску пропавших без вести лиц с обученными собаками осмотрели заброшенные и полуразрушенные помещения, обыскали всю провинцию, но безуспешно. Мальчика не обнаружили и на границах с соседними странами. Родители продолжали верить в возвращение сына. Его комната осталась нетронутой, с кистями и красками, ластиками и холстами, полками с книгами на месте, где они находились в день исчезновения.
Герреро с юридической точки зрения был жив всё это время, так как ни одного убедительного свидетельства о смерти не было получено. Отец Давида умер в октябре 2015 года от рака, а оставшиеся в живых родственники не смогли получить свою долю в наследстве (наследство включало в себя скромную квартиру и небольшую денежную сумму), из-за того, что пропавший мальчик, которому должно было исполниться уже 43 года, по закону оставался одним из наследников. Эта ситуация вынудила семью просить, чтобы Давид был официально объявлен мёртвым почти через 30 лет после его исчезновения. Согласно статье Гражданского кодекса Испании, мать Давида заявила о своей просьбе объявить сына умершим, затем подобные заявления сделали другие родственники. Суд первой инстанции № 8 региона Коста-дель-Соль принял 28 сентября 2016 года официальное решение признать умершим Давида Герреро. Мать заверила средства массовой информации, что полицейское расследование остаётся открытым и сама она не теряет надежды на обнаружение сына.

## Версии исчезновения
- Первоначально появилась версия, что исчезновение Давида Герреро было добровольным. Предполагали, что причиной могла быть девочка[8]. Эта версия не соответствовала представлениям близких Гевары о подростке. «Давид был обычным мальчиком… у него не было причин уходить из дома, он не любил даже выходить на улицу, постоянно общался только со своим братом, всегда рисовал», — вспоминала его мать Антония Гевара[8]. Версия так и не была отброшена окончательно, хотя у мальчика не было семейных или личных проблем, мотивов, объясняющих уход из семьи[13]. Семья допускала возможность ухода мальчика из дома. Брат Давида Рауль через девять месяцев обратился во время Рождества 1987 года с обращением к нему, которое транслировалось на улицы города:

«Брат Давид, прошло девять месяцев с тех пор, как ты покинул дом, и ни мы, ни кто-либо другой так не знает о тебе ничего с 6 апреля, когда ты исчез. В это Рождество твоё отсутствие становится ещё более тяжёлым и болезненным. Если ты слушаешь меня, Давид, ты должен знать, что твой брат, друг, твой товарищ в любви, твоей и моей, к живописи, вся семья ждут тебя. У мамы больше нет слёз от плача. Папа с трудом сдерживает рыдания, как полагается мужчине. Наш брат Хорхе также живёт в надежде на твоё возвращение. Я предлагаю одно: вернуться. Это даёт признаки жизни. Вернись, чтобы сделать для нас это Рождество самым счастливым среди всех. Здесь мы ждём тебя… У нас есть одно: надежда, надежда, что ты вернёшься. Вернись в свой дом, Давид».— Юный художник из Малаги
Появились свидетельства о том, что мальчика видели в Лиссабоне в компании двух других молодых людей его возраста, делавшим зарисовки в туристических районах. Пресс-служба португальской полиции подтвердила, что действительно существуют свидетели, которые якобы видели Давида в окрестностях города. Поиски, однако, снова не дали результата. Были звонки от людей, которые заявили, что видели его в семье художников в Милане, на Ивисе, в Альмерии, в Монтсеррате, в Мотриле, во Франции, Марокко, Венесуэле, Мексике. Последний звонок в 2008 году сообщил о его пребывании в Голландии, очевидец утверждал, что видел художника, физические характеристики которого могли соответствовать внешности Давида.
- Также полиция предположила, что мальчика могли похитить. Эта версия так и не была отвергнута, хотя никто не потребовал выкупа за подростка. Давид был многообещающим художником. Отсюда возникло множество гипотез, среди которых: похищение сетью фальшивомонетчиков, коммерческая продажа преступниками, похитившими юного гения, его творений. Следователи работали также над гипотезой, что Давид Гевара был обманут обещаниями фальсификаторов произведений искусства, которые хотели использовать его мастерство в подделке шедевров искусства. Когда была разоблачена организация фальсификаторов в Португалии, испанская полиция проверила её на возможность их отношения к исчезновению Давида. Были свидетельства, что видели подростка, садящегося на яхту с друзьями и в кругу живописцев[8].

Появилась версия, что пара бельгийских художников арабского происхождения, связанных с галереей «La Maison», имела отношение к исчезновению мальчика. Они были обнаружены в Марбелье, где жили вместе в шале. Один из них умер от СПИДа в 1992 году. Доказательств их связи с исчезновением мальчика не было обнаружено.
Полиция взяла образцы ДНК у членов семьи, чтобы сравнивать их с обнаруженными впоследствии трупами. Спустя некоторое время образцы были востребованы после того, как были обнаружены останки на горе Хибральфаро. Тест оказался отрицательным.
- Была также версия об аварии или амнезии, вызванной ударом. Допускалось медикаментозное воздействие с целью лишения памяти. Специалисты утверждали, что инъекции некоторых медикаментов через десять минут заставят забыть даже собственное имя, а через неделю сеансов гипноза человек будет представлять себе собственную жизнь по-другому и полностью забудет свою семью[8].
- Одна из соседок семьи Герреро утверждала, что она видела, как мальчик ушёл из дома не один, а в сопровождении своего отца. Полиция не поверила в это свидетельство, так как сама семья утверждала обратное[8].
- В августе 1990 года газета El País сообщила о разработке полицией новой версии, на которую возлагались большие надежды[17]. В отеле в Малаге горничная нашла салфетку с надписью «Давид Гевара. Уэлин[исп.]» (исп. «David Guevara. Huelin», Уэлин — квартал Малаги, где проживала семья и исчез Давид). Здесь проживал пару месяцев, совпадающие с исчезновением, богатый швейцарский семидесятилетний фотограф-любитель (имя его было тайной следствия), часто снимавший детей и неоднократно посещавший Испанию. Он останавливался в этом отеле, а позже купил квартиру в Ринкон-де-ла-Виктория[13]. Полиция предположила, что он встретил пропавшего мальчика, который в своё время сделал карикатуру на некоего старика (это был один из последних его рисунков), похожего внешне на швейцарца (на рисунке изображён старик невысокого роста, сутулый, с отчётливо заметной залысиной, у него далеко выступающий подбородок, орлиный нос, угрюмое выражение лица и косой, направленный на зрителя исподлобья взгляд, обращают на себя внимание выставленные вперёд слабые руки)[10]. В настоящее время карикатура принадлежит Хеме Рамос, женщине, которая когда-то в детстве была подругой мальчика и которой он её подарил[3]. В нижнем правом углу карикатуры стоит вертикальный автограф юного художника. По мнению главного инспектора Национального полицейского корпуса Хуана Антонио О’Доннелла Гальего, давшего интервью для испанского телеканала «La Sexta», который сравнил её с фотографией швейцарского фотолюбителя, они имеют разительное сходство (форма ушей, лба, височная часть)[18].

Полиция немедленно отправилась в Берн. Выяснилось, что старик умер естественной смертью несколькими месяцами ранее. Вдова обеспечила полицейским свободный доступ в фотографическую лабораторию и позволила изучить всю коллекцию фотографий, сделанных умершим. Обычно Швейцарец делал фотографии прямо на улице. На снимках не оказалось Давида, хотя они делались и в районе Коста-дель-Соль, где жил мальчик. Женщина ничего не знала о нём.